# Hādīshahr
Hādīshahr (persiska: هادیشهر, Hādī Shahr, هادی شهر) är en ort i Iran.   Den ligger i provinsen Östazarbaijan, i den nordvästra delen av landet, 600 km nordväst om huvudstaden Teheran. Hādīshahr ligger 977 meter över havet och antalet invånare är 27 842.
Terrängen runt Hādīshahr är varierad, och sluttar norrut.Runt Hādīshahr är det ganska tätbefolkat, med 72 invånare per kvadratkilometer. Hādīshahr är det största samhället i trakten. Trakten runt Hādīshahr består i huvudsak av gräsmarker.